# Finale du Grand National du trot
La finale du Grand National du trot, ou Prix Maurice-de-Folleville, est une course hippique de trot attelé se déroulant au mois de décembre sur l'hippodrome de Vincennes.
C'est une course de groupe II réservée aux chevaux de 5 à 10 ans, ayant participé à l'une au moins des épreuves du Grand National du trot, les 5 et 6 ans ayant gagné au moins 68 000 €. Les chevaux ayant gagné 385 000 € subissent un recul de 25 mètres, ceux ayant gagné 677 000 € de 50 mètres. En cas de surnombre, les concurrents sont retenus d'après l'ordre de classement du Grand National du trot.
Elle se court sur la distance de 2 850 mètres (grande piste), départ volté. L'allocation s'élève à 150 000 €, dont 67 500 € pour le vainqueur.
La course est l'épreuve finale du Grand National qui constitue un « Tour de France » du trot, mais en est une étape au même titre que les autres (quatorze au total en 2022). Son vainqueur n'est donc pas systématiquement le vainqueur du tournoi.

## Palmarès depuis 1982
| Année | Vainqueur          | Père               | Driver                | Entraîneur           | Temps  |
| ----- | ------------------ | ------------------ | --------------------- | -------------------- | ------ |
| 2024  | It's a Dollarmaker | Saxo de Vandel     | Éric Raffin           | Sébastien Guarato    | 1'11"2 |
| 2023  | Gaspar d'Angis     | Quaro              | Éric Raffin           | Jean-Michel Baudouin | 1'12"9 |
| 2022  | Gently de Muze     | Perlando           | Jean-Michel Bazire    | Jean-Michel Bazire   | 1'13"3 |
| 2021  | Cleangame          | Ouragan de Celland | Jean-Michel Bazire    | Jean-Michel Bazire   | 1'12"  |
| 2020  | Élie de Beaufour   | Royal Dream        | Jean-Michel Bazire    | Jean-Michel Bazire   | 1'12"6 |
| 2019  | Cleangame          | Ouragan de Celland | Éric Raffin           | Jean-Michel Bazire   | 1'11"5 |
| 2018  | Blé du Gers        | Quinoa du Gers     | Alexandre Abrivard    | Jean-Michel Bazire   | 1'12"2 |
| 2017  | Bel Avis           | Ganymède           | Jean-Michel Bazire    | Jean-Michel Bazire   | 1'14"4 |
| 2016  | Aubrion du Gers    | Memphis du Rib     | Jean-Michel Bazire    | Jean-Michel Bazire   | 1'13"4 |
| 2015  | Ulster Perrine     | Ténor de Baune     | Franck Nivard         | Jean-Michel Baudouin | 1'12"8 |
| 2014  | Voltigeur de Myrt  | Opus Viervil       | Gabrielle Gelormini   | Roberto Donati       | 1'13"5 |
| 2013  | Treskool du Caux   | Kool du Caux       | Franck Nivard         | Fabrice Souloy       | 1'14"3 |
| 2012  | Roi Vert           | Achille            | Jean-Michel Bazire    | Jean-Michel Bazire   | 1'13"9 |
| 2011  | Quif de Villeneuve | Coktail Jet        | Dominik Locqueneux    | Franck Leblanc       | 1'13"6 |
| 2010  | Rapide Lebel       | Ginger Somolli     | Éric Raffin           | Sébastien Guarato    | 1'14"7 |
| 2009  | Oasis Gédé         | Buvetier d'Aunou   | Tony Le Beller        | Jean-Michel Baudouin | 1'16"  |
| 2008  | Oasis Gédé         | Buvetier d'Aunou   | Tony Le Beller        | Jean-Michel Baudouin | 1'13"9 |
| 2007  | Nimrod Borealis    | Arnaqueur          | Matthieu Abrivard     | Loïc-Désiré Abrivard | 1'13"  |
| 2006  | Mirage du Goutier  | Arnaqueur          | Yves Dreux            | Karim Hawas          | 1'13"8 |
| 2005  | Kito du Vivier     | Quito de Talonay   | Jos Verbeeck          | Franck Boismartel    | 1'12"8 |
| 2004  | Kazire de Guez     | Udo de Touraine    | Jean-Michel Bazire    | Jean-Michel Bazire   | 1'14"1 |
| 2003  | Général du Lupin   | Lutin d'Isigny     | Jean-Michel Bazire    | Jean-Paul Marmion    | 1'13"8 |
| 2002  | Général du Lupin   | Lutin d'Isigny     | Jean-Michel Bazire    | Jean-Paul Marmion    | 1'13"9 |
| 2001  | Hirosaka           | Jet du Vivier      | Nicolas Roussel       | Alain Roussel        | 1'14"8 |
| 2000  | Farnèse            | Mon Ouiton         | Pierre Levesque       | Pierre Levesque      | 1'14"8 |
| 1999  | Draga              | Polstock           | Michel Lenoir         | Michel Lenoir        | 1'14"3 |
| 1998  | Euro Ringeat       | Seingeur Ringeat   | Guy Verva             | Théophile Loncke     | 1'15"9 |
| 1997  | Danseur Magic      | Off Gy             | Pierre Vercruysse     | Pierre Vercruysse    | 1'15"  |
| 1996  | Cygnus d'Odyssée   | Workaholic         | Jean-Philippe Dubois  | Jean-Philippe Dubois | 1'16"2 |
| 1995  | Cèdre du Vivier    | Hêtre Vert         | Jean-Pierre Thomain   | Jean-Yves Lécuyer    | 1'16"  |
| 1994  | Uno Atout          | Istraéki           | Nicolas Roussel       | Alain Roussel        | 1'16"6 |
| 1993  | Uno Atout          | Istraéki           | Nicolas Roussel       | Alain Roussel        | 1'16"  |
| 1992  | Vrai Lutin         | Lutin d'Isigny     | Jean-Pierre Viel      | Jean-Pierre Viel     | 1'16"  |
| 1991  | Tabac Blond        | Kidy               | Bernard Bédeloup      | Bernard Bédeloup     | 1'16"6 |
| 1990  | Seddouk Super      | Galant de Sassy    | Ulf Nordin            | Ulf Nordin           | 1'17"1 |
| 1989  | Quellou            | Bellouet           | Pierre Levesque       | Henri Levesque       | 1'19"7 |
| 1988  | Queila Gédé        | Gazon              | Roger Baudron         | Roger Baudron        | 1'17"  |
| 1987  | Poroto             | Esquirol           | Louis Boulard         | Louis Boulard        | 1'17"5 |
| 1986  | Narisso            | Quito              | Jean-René Gougeon     | Jean-René Gougeon    | 1'18"1 |
| 1985  | Navigo             | Elpenor            | Roger Baudron         | Roger Baudron        | 1'19"4 |
| 1984  | Major de Brion     | Mitsouko           | Michel Roussel        | Jean-Lou Peupion     | 1'18"1 |
| 1983  | Kémilla            | Beauséjour II      | Gilles Baudron        | Gilles Baudron       | 1'20"1 |
| 1982  | Lurabo             | Ura                | Michel-Marcel Gougeon | Jean-Lou Peupion     | 1'18"3 |